# Paco Pérez (xef)
Paco Pérez (Rosal de la Frontera, Huelva, 17 de desembre de 1962) és un cuiner català d'origen andalús.
Nascut a Rosal de la Frontera, un poble de la província de Huelva, el desembre del 1962, al cap de sis mesos, el 1963, la família es va instal·lar a Llançà. Va fer els primers passos a la cuina de molt jove, treballant els estius o els caps de setmana. Amb onze anys servia i aprenia a fer tapes al bar de tapes de la familia, amb 12 anys ja treballava a l'hostaleria com a auxiliar de cuina al restaurant de l'Hotel Beri, on va començar la seva formació a la cuina tradicional. Durant anys va compaginar els estudis amb el pas per diferents restaurants empordanesos a l'estiu fins que es va dedicar completament a la gastronomia. Als 16 anys ja va començar a treballar professionalment com a cuiner. El 1979, amb 17 anys, va anar a França a fer una estada a casa d'un dels fundadors i gran referente de la nouvelle cuisine, Michel Guérard, i més endavant, a partir del 1993, durant cinc anys va freqüentar els cursos i estades del Bulli, impregnant-se de la seva filosofia culinària. Més tard, també va fer stages a El Celler de Can Roca. També va fer tapes i racions a Madrid. I va muntar el restaurant L'Orada a Roses, amb Toni Gerez i Jordi Cervera. El 1984, es va casar amb Montse Serra, propietària amb la seva família de Miramar, un senzill hostal amb restaurant a peu de platja. Pérez i Serra, com a maître del restaurant, regenten avui el que al seu dia va ser un restaurant amb habitacions, que els avis de Montse van aixecar a Llança el 1939, i que amb la seva gestió ha acabat convertint-se en un lloc de pelegrinatge per a gurmets de tot el món.
Paco Pérez està al capdavant dels restaurants 'Miramar' de Llançà, que dirigeix i impulsa amb la seva dona Montse Serra, l''Enoteca' de l'Hotel Arts a Barcelona, o el '5 by Paco Perez', a l'Hotel Das Stue a Berlín. Gestiona també altres restaurants, com 'L'Olivera' o 'Shiro by Paco Pérez' a Peralada, o el 'Celler 1923 Wine Bar', dins de l'hotel de Peralada. I també dirigeix altres locals a Gdańsk, Polònia (Arco), Manchester (Tast), Marbella i Gandia (el Marao, a l'Spa Hotel Senator), i a Barcelona, a més de l'Enoteca, La Burguesa i el Chickoa, de pollastres a l'ast.
Els seus restaurants acumulen fins a cinc estrelles Michelín, dues estrelles per a Miramar de Llançà, dues més per l'Enoteca barcelonina, i una tercera que va aconseguir el 2013 al restaurant Cinc de l'hotel Das Stue de Berlín.